# Wydział Techniki Rolniczej i Leśnej SGGW w Warszawie
Wydział Techniki Rolniczej i Leśnej powstał 1 października 1977 roku. Decyzją Rektora SGGW, dnia 1.01.2000 roku została zmieniona nazwa i utworzono nowe Katedry. Powstał Wydział Inżynierii Produkcji Szkoły Głównej Gospodarstwa Wiejskiego w Warszawie.

## Historia
Początki powstania Wydziału sięgają końca lat 40. XX wieku. Wtedy to Zakład Mechaniki i Maszynoznawstwa Rolniczego należący wówczas do Wydziału Ogrodniczego SGGW, miał siedzibę przy ulicy Hożej 74 w Warszawie. W roku akademickim 1969/70 przy Wydziale Rolniczym powołano do Oddział Mechanizacji Rolnictwa. Jesienią 1970 r. Katedrę Mechanizacji Rolnictwa przekształcono w Instytut Mechanizacji Rolnictwa. 1 października 1977 roku utworzony został Wydziału Techniki Rolniczej i Leśnej. W tym dniu studenci Oddziału Mechanizacji Rolnictwa stali się studentami nowo powstałego Wydziału TRiL. Jednostką naukowo-dydaktyczną Wydziału stał się powołany Instytut Mechanizacji Rolnictwa i Leśnictwa. Pierwszym dziekanem Wydziału Techniki Rolniczej i Leśnej został prof. dr hab. Janusz Haman. W 1987 roku Wydział Techniki Rolniczej i Leśnej otrzymał uprawnienia do nadawania stopnia naukowego doktora nauk rolniczych w dyscyplinie technika rolnicza. Na przełomie roku 1991/92 Senat SGGW uchwalił nowy statut określający zasady tworzenia nowej struktury katedralnej jednostek. Od 1 stycznia 1992 roku przyjęto nową strukturę organizacyjną Wydziału złożoną z trzech katedr – Katedry Maszyn Rolniczych, Katedry Mechanizacji i Energetyki Rolnictwa, Katedry Inżynierii Procesów Rolniczych – i jednego samodzielnego Zakładu Mechanizacji Leśnictwa. 1 stycznia 2000 roku na bazie dotychczasowych jednostek utworzono trzy dwuzakładowe katedry, a zgodnie z zarządzeniem Rektora z dnia 29 grudnia 1999 r. dotychczasowa nazwa Wydziału Techniku Rolniczej i Leśnej została zmieniona na Wydział Inżynierii Produkcji Szkoły Głównej Gospodarstwa Wiejskiego w Warszawie.

## Jednostki organizacyjne
- Katedra Maszyn Rolniczych
- Katedra Inżynierii Procesów Rolniczych
- Katedra Mechanizacji i Energetyki Rolnictwa
- Zakład Mechanizacji Leśnictwa (samodzielny Zakład)